# Volchovská vodní elektrárna
Volchovská vodní elektrárna (rusky Волховская ГЭС) je vodní dílo na řece Volchov v Rusku. Byla postavena jako první vodní elektrárna podle plánu GOELRO. Sehrála zásadní roli v historii prolomení energetické blokády Leningradu za druhé světové války. Pro svůj mimořádný historický význam byla vyhlášena jako technická památka celonárodního významu.

## Všeobecné informace
Vodní dílo sestává z přelivové hráze o délce 212 m se 14 přelivovými poli, budovy elektrárny o délce 140 m, jednokomorového jednocestného zdymadla a protiledové bariéry o celkové délce 256 m. Vzedmutím hladiny vznikla Volchovská přehradní nádrž přesahující i plochu Ilmeňského jezera, ze které řeka Volchov vytéká. Ve strojovně pracuje na spádu 11,2 m 10 turbín o celkovém výkonu k roku 2019 86 MW. Z původních turbín švédského výrobce z roku 1926 byly čtyři modernizovány a poskytují 12 MW. Historické turbíny dávají výkon 9 MW. Součástí celku jsou i dvě malé turbíny o výkonu 1 MW, rovněž z roku 1926. Doba výstavby spadá do období, kdy ještě nebyla používána Kaplanova turbína a tak z historických důvodů pracují na spádu pouhých 11 m turbíny Francisovy. Případná rekonstrukce na použití účinnějších Kaplanových turbín by znamenala příliš rasantní zásah do konstrukce historické budovy a tak i po modernizaci zůstávají všechny turbíny typu Francis. Vzhledem k počtu soustrojí se dá i tak dobře výkon řeky využívat v širokém rozmezí.
Dlouhodobý průměr roční výroby je 382,5 milionů kWh. Elektrárna zásobuje především Závody na výrobu hliníku ve Volchově, celkový počet odběratelů je však kolem 50 000.

## Historie vodního díla

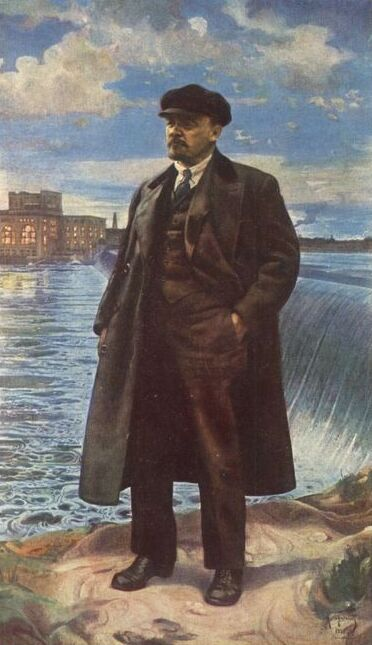
V.I.Lenin v popředí prvního vodního díla GOELRO

Řeka Volchov hrála v dějinách Ruska významnou roli. Při jejím počátku při výtoku z Ilmeňského jezera bylo postaveno historické město Veliký Novgorod, na jejím konci před ústím do Ladožského jezera stojí historická pevnost Stará Ladoga. Její tok byl součástí jedné ze tří významných obchodních vodních cest spojujících oblast Baltu se Středomořím a Orientem. Na této cestě nechal car Petr I. vybudovat průplav z Volhy do Něvy, nazývaný Vyšněvolocký průplav. Prudké peřeje na řece Volchov spolu s prahy na jejím přítoku Msta, činily z Vyšněvolocké vodní cesty jednosměrnou pouť ze směru od Volhy. Překonání těchto prahů bylo v zájmu lodní dopravy, ale technické schopnosti v 18. století nedovolovaly na tak mohutné řece vybudovat stavidla. Až konec devatenáctého století přinesl první projekty na vodní díla, tentokrát již s ohledem na nově se šířící fenomén zvaný elektřina.

### Projekt
Projekt na využití řeky Volchov u stejnojmenného sídla pochází z roku 1902 a jeho autorem byl proslulý spoluautor městské elektrické dráhy v Petrohradě Genrich Osipovič Graftio. Úředníkům carské vlády více vyhovovaly projekty tepelných elektráren zahraničních firem spalujících uhlí z dovozu. Tomuto vývoji učinil přítrž až Mikuláš II, bohužel až v době, kdy rozvoj prací na Volchovu znemožnila První světová válka. Pracovní síla zajatců z armád Rakousko-Uherska byla využita na přípravě vodní cesty pro Kondopožskou elektrárnu v Karélii. V roce 1918 Graftio nadchl svým projektem V.I.Lenina, další rozvoj prací však přerušila válka občanská. Konečně se projekt na Volchovskou vodní elektrárnu objevil v plánu GOELRO, a to jako jedna z prioritních staveb.
Na zasedání VIII.Všeruského sjezdu sovětů v prosinci 1920 byl definitivně schválen plán elektrifikace Ruska, jehož složka pro Severní rajón obsahovala následující stavby.
Tepelná elektrárna na rašelinu v Petrohradě ve čtvrti Utkiny zátoka o výkonu 60 000 kW
Tepelné elektrárna v blízkosti Nazievských rašelinových dolů o výkonu 40 – 60 000 kW
Vodní elektrárna Volchov o výkonu 58 000 kW
Vodní elektrárna na dolním úseku řeky Svir o výkonu 100 000 kW
Vodní elektrárna na horním úseku řeky Svir o výkonu 160 000 kW. Řízením prací na výstavbě vodních elektráren v Severním rajónu byl pověřen Henrich Graftio.

### Výstavba
Již v lednu 1921 se Genrich Graftio vypravil do Švédska pro sjednání dodávek nutných technologických zařízení, s jejichž produkcí v požadovaných rozměrech nemělo Rusko ještě dostatek zkušeností. Po zajištění dodávek švédskou firmou ASEA se objevil nedostatek devizových prostředků a za této situace byla upřednostňována výstavba tepelných elektráren, zejména pro jejich nezávislost na klimatických podmínkách. První elektrárnou GOERLO se tak stala již v roce 1923 tepelná elektrárna v Utkině zátoce na břehu Něvy v Petrohradě. Díky iniciativě Lenina, který byl vodní energetikou nadšen, byla na IX. zasedání Sjezdu sovětů Volchovská elektrárna určena jako prioritní a příslušné devizové prostředky byly v celé požadované výši uvolněny.
Pracovní sílu zajišťovali místní obyvatelé, pro které stavba byla v dobách všeobecného nedostatku vítanou příležitostí pro zajištění přijatelné životní úrovně. Lenin navštívil stavbu v létě 1923, v době, kdy v řečišti existovaly jen suché jámy a základy budovy elektrárny. Obraz Isaaka Israeleviče Brodského tak zobrazuje pouze symbolický výjev ze břehu, který byl ve skutečnosti ještě v době Leninovy smrti staveništěm.
K osazení prvních hydraulických jednotek došlo v létě 1926 a v prosinci byl slavnostně spuštěn provoz elektrárny. Součástí instalace byly i dvě jednotky o výkonu 2 x 1 MW vlastní konstrukce, jejichž vývoj i provoz se stal základem pro pozdější výrobu turbín vlastní konstrukce na největších vodních elektrárnách světa.
V roce 1927 pracovala elektrárna již při plném výkonu 58 MW. Elektrická soustava Sever byla obohacena nejen o výkon elektrárny, ale i o možnost charakteristické regulační schopnosti vodních děl. Ve své době Volchovská elektrárna patřila mezi největší v Evropě a byla označována jako „Milované první vodní dítě GOELRO“ či „Zázrak na Volchovu“.  Na nejslavnější období ve své historii však teprve čekala.

### Druhá světová válka
Rychlý postup německých i finských vojsk za druhé světové války znamenal pohromu pro mnoho elektráren a distribučních systémů. Z vodních elektráren byly Kondopožská a Dolnosvirská elektrárna obsazeny finskými vojsky. Německá letadla začala útočit na elektrárnu na Volchově, zásobující Leningrad, stejně jako na elektrárny na Volze, zásobující Moskvu. Rychle se blížící fronta způsobila rozebrání všech osmi jednotek a odvezení za Ural. Na elektrárně pracovaly pouze oba malé agregáty o výkonu 1 MW pro potřeby Volchovského železničního uzlu. I ty byly podminovány s očekáváním německého záboru. Když se v zimě 1941/1942 fronta stabilizovala a obležený Leningrad, odříznutý od energetických zdrojů se vzpamatovával z první zimy v obležení, padlo rozhodnutí o zásobování obleženého města elektřinou z Volchovské elektrárny pomocí kabelu, položeného na dně Ladožského jezera. Turbíny a generátory, které ještě nebyly vyloženy z vagónů se vydaly zpátečním směrem, aby elektrárnu na řece Volchov připravily na nejvýznamnější poslání v její historii. Koncem léta 1942 byly opět zprovozněny tři jednotky o výkonu 8 MW a pro obležený Leningrad bylo připraveno 24 000 kW elektrické energie, zajišťující potřebné minimum 700 000 kWh denně. Přenos energie zajišťoval kabel, jehož mezižilovou izolaci zajišťoval papír s vodoznakem určený původně pro tisk bankovek. Po zamrznutí Ladožského jezera podporoval zimní přenos energie ještě vzdušný systém, budovaný na sloupech zamrznutých přímo v ledu jezera. Vybudování trasy přenosu bylo výsledkem dřiny především žen a dívek ve věku od 14 let.

23. září 1942 se elektrický proud, vyrobený proudy vody řeky Volchov, vydal směrem do obleženého města. Od tohoto dne si v každé domácnosti mohli obyvatelé Leningradu každý den na dvě hodiny zapnout 40 W žárovku a do zaměstnání se dopravovat veřejnou dopravou. Tento den je považován jako den prolomení energetické blokády Leningradu. Přes pravidelné útoky Luftwaffe dodávala Volchovská vodní elektrárna obleženému městu životodárné minimum. V roce 1944 bylo opět instalováno dalších pět jednotek, a tak mohla elektrárna dodávat osvobozenému městu plných 66 MW. Všechna zařízení bez vážných poruch pracovala až do začátku 21. století.

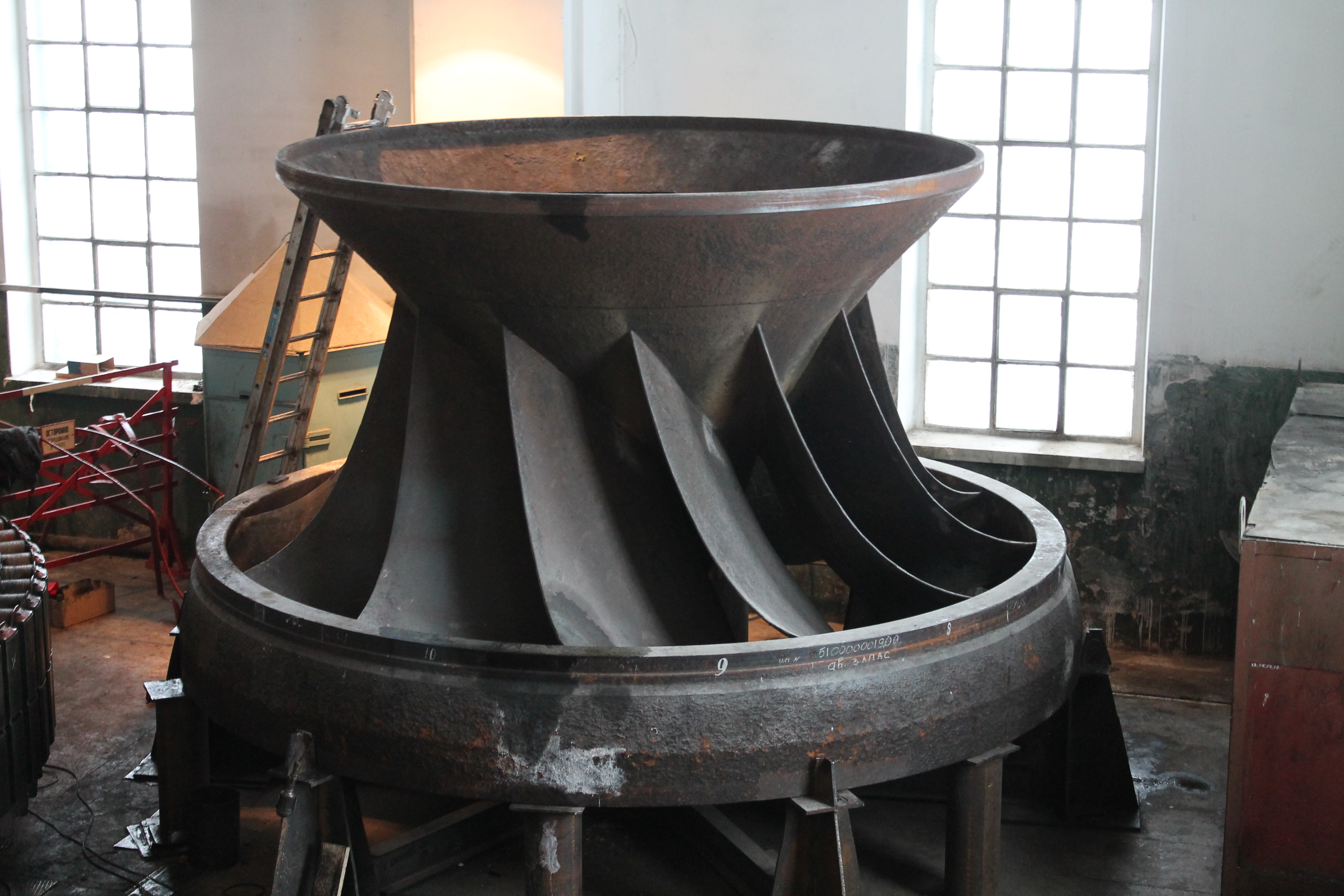
Turbína, která pomohla zachránit Leningrad
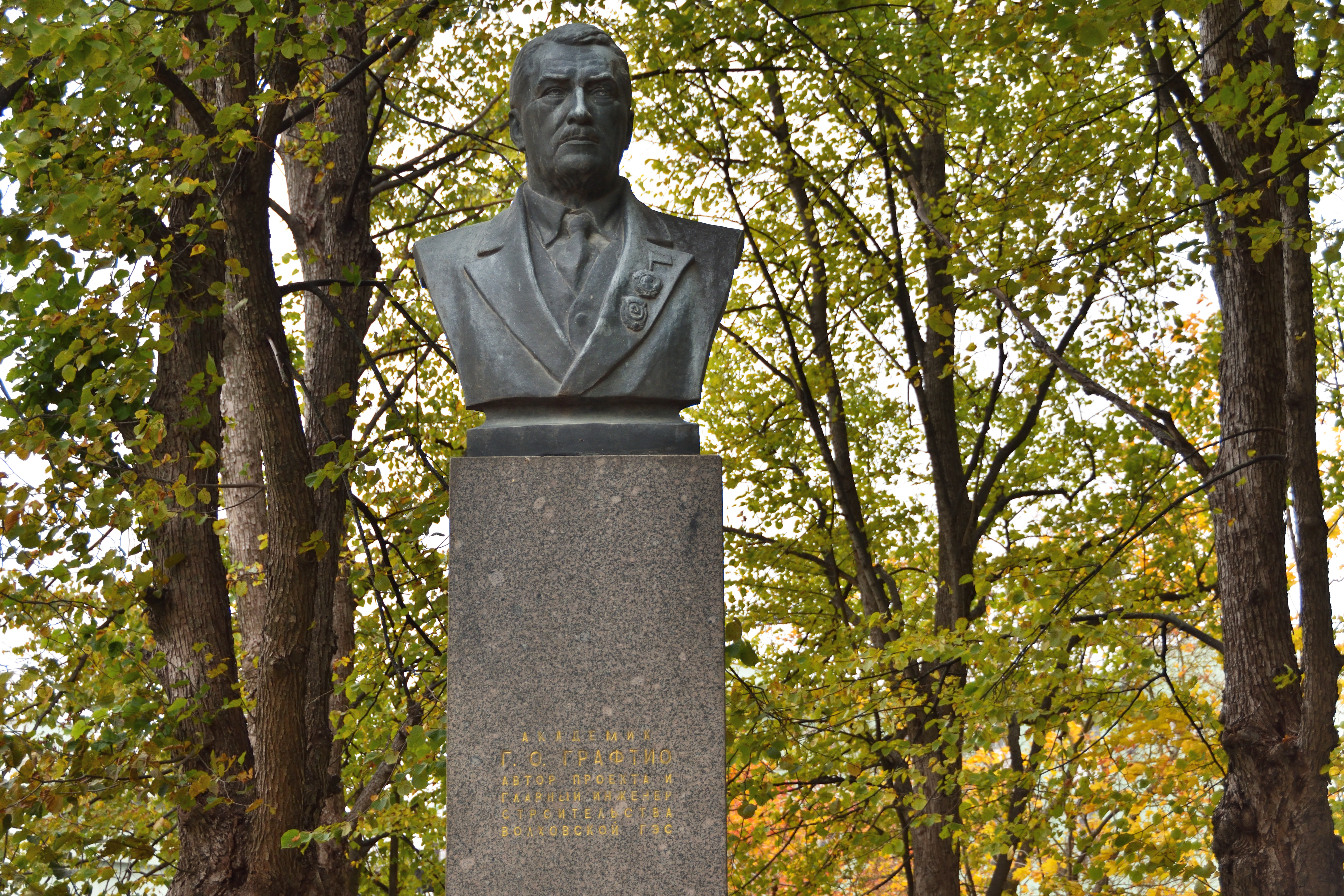
Pomník Henricha Graftia ve Volchově
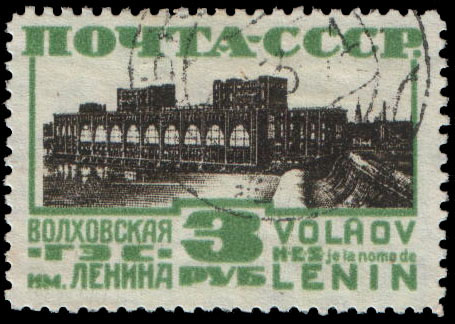
Pošta SSSR 1930
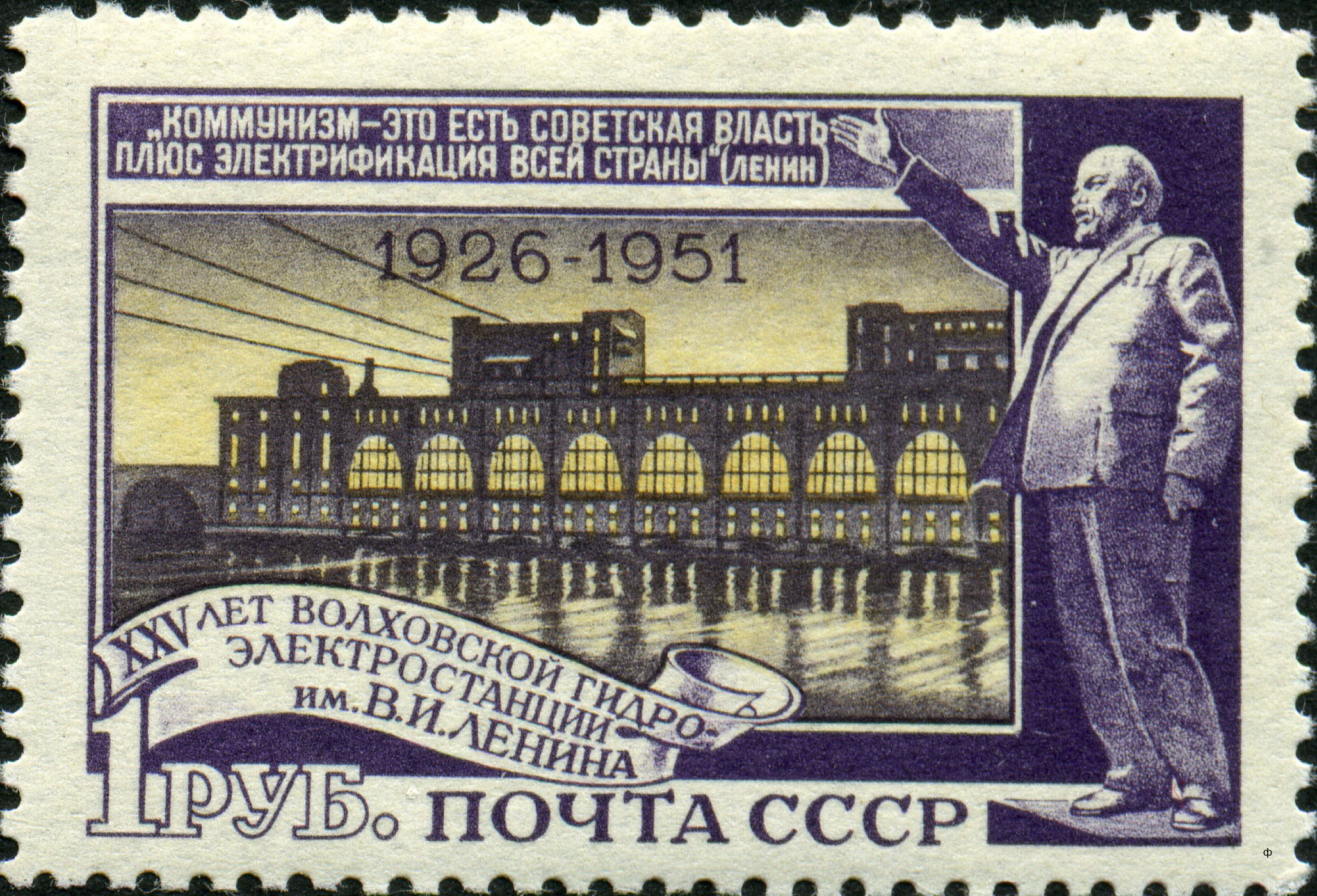
Pošta SSSR ke čtvrtstoletí provozu
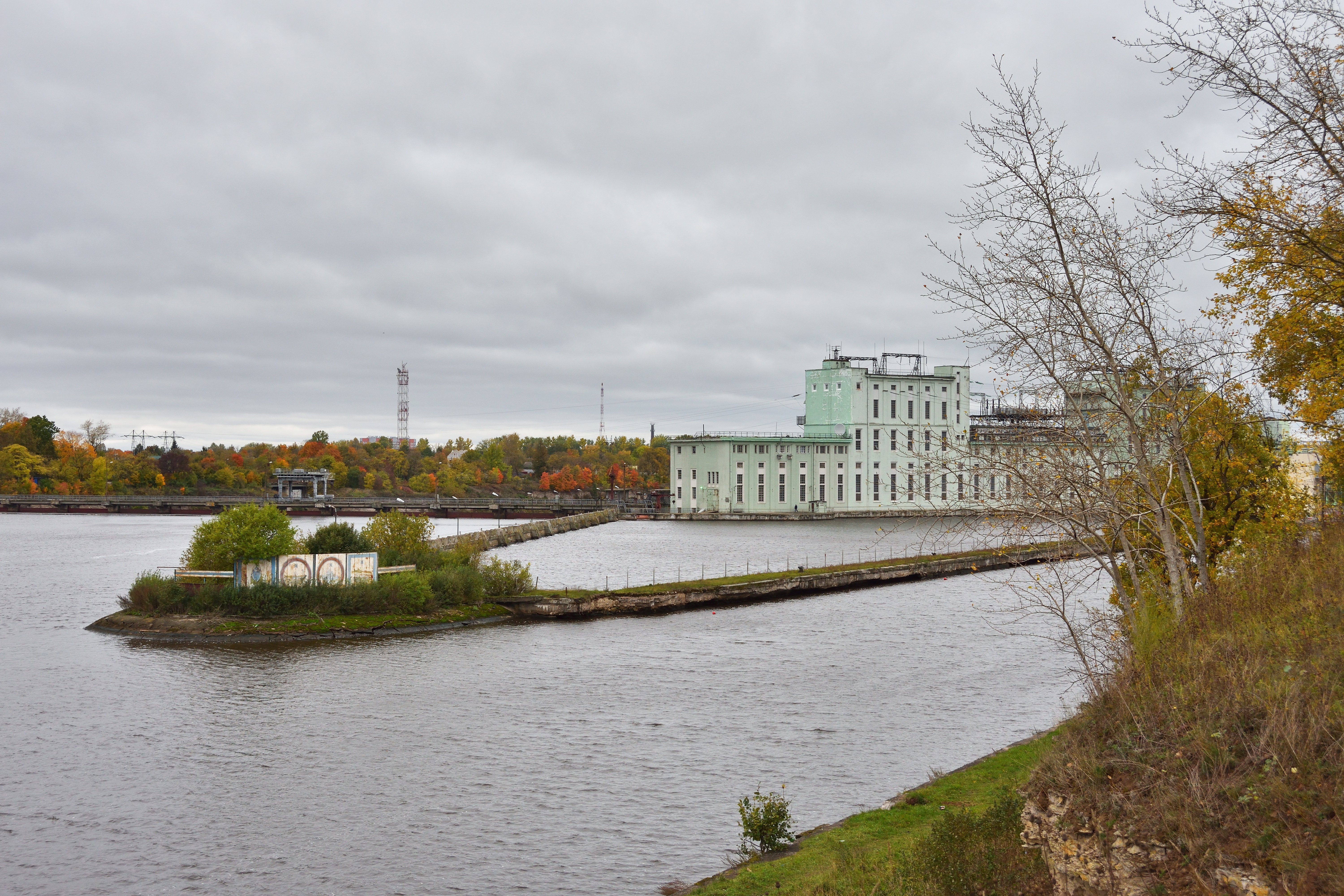
Ledolam
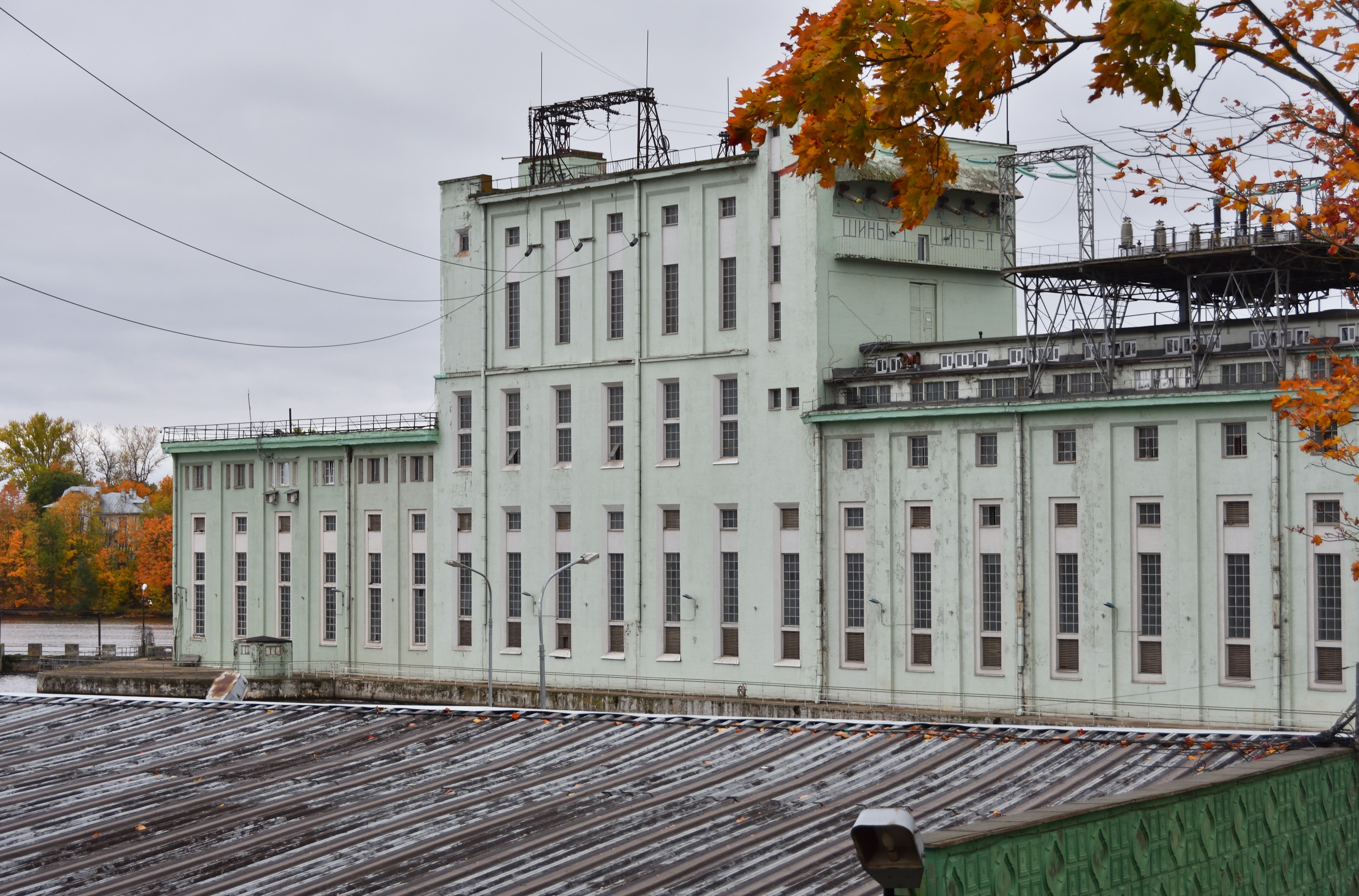
Návodní část elektrárny
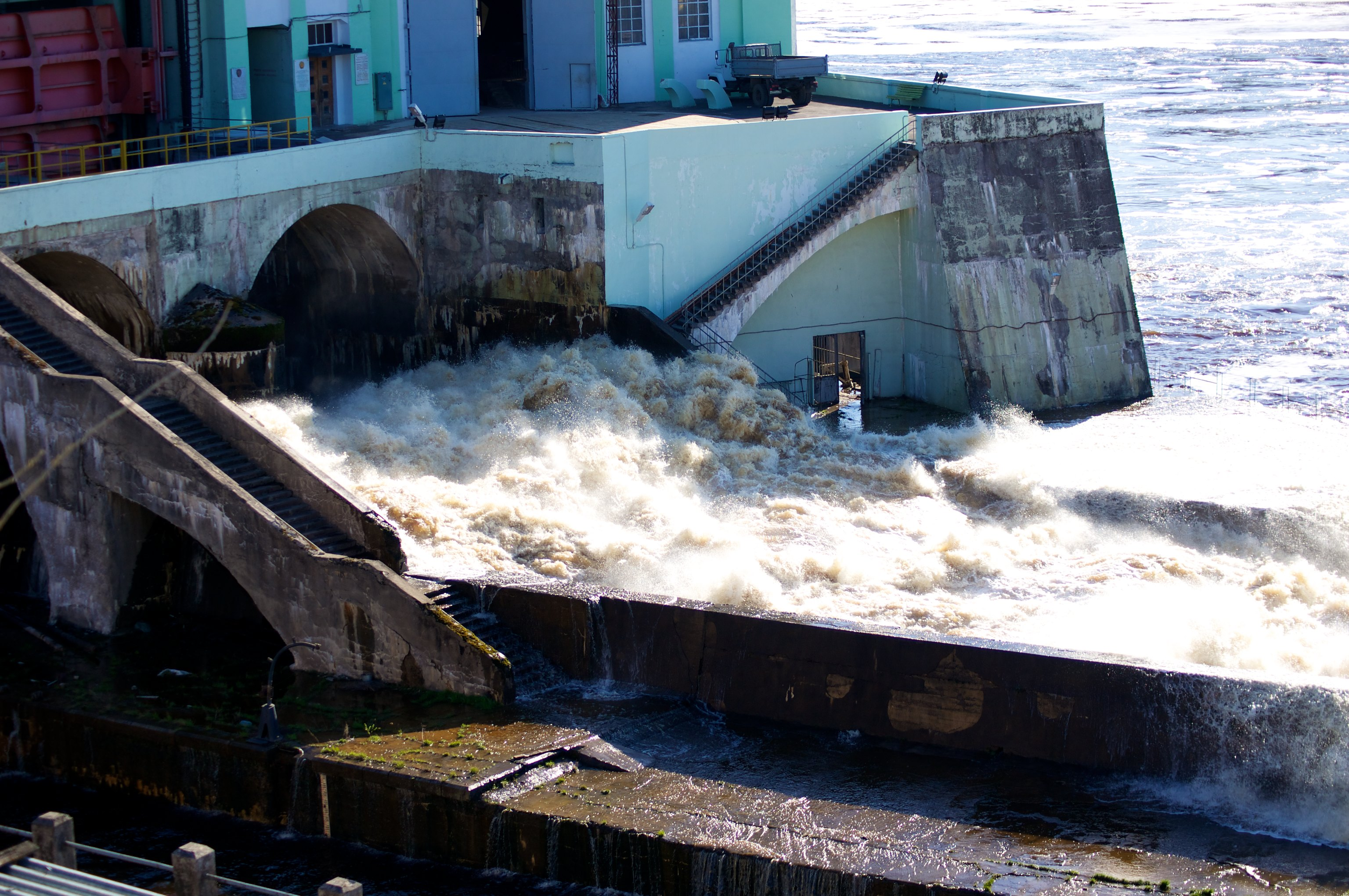
Nejstarší část díla, spodní propust

## Současnost
V roce 2019 v elektrárně nepřetržitě pracuje šest soustrojí od doby své válečné přeinstalace. Všechny tyto hydrodynamické i elektrické jednotky budou modernizovány, stejně jako řídící systémy.  

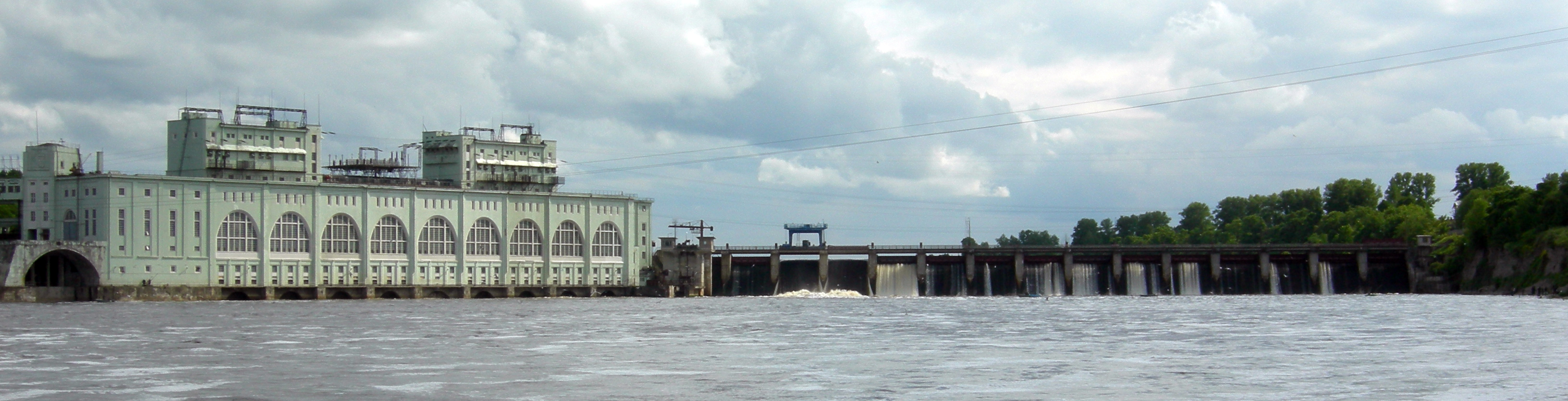
Panoráma vodního díla v roce 2009

Elektrárna je od uvedení do provozu zmiňována v dějepisné výuce základních i středních škol v Rusku a jako taková vždy přitahovala školní exkurse. Zejména po válce byly návštěvy ze škol místní oblasti velice běžné. V současné době se návštěva jejího provozu i muzea elektrárny, umístěného ve vile Henricha Graftia, dostává i do nabídek cestovních kanceláří. Svou kombinací mohutnosti a elegance bude vždy přitahovat pozornost milovníků technické architektury.  